# 網條南鰍
網條南鰍（學名：Schistura reticulofasciata）為輻鰭魚綱鯉形目條鰍科南鰍屬的其中一種。被IUCN列為易危保育類動物，分布於亞洲印度梅加拉亞邦布拉瑪普特拉河流域，體長可達6.1公分，棲息在礫石底質的河川底層水域，生活習性不明。

## 扩展阅读
維基物種上的相關：網條南鰍